# Gumikerekű metró

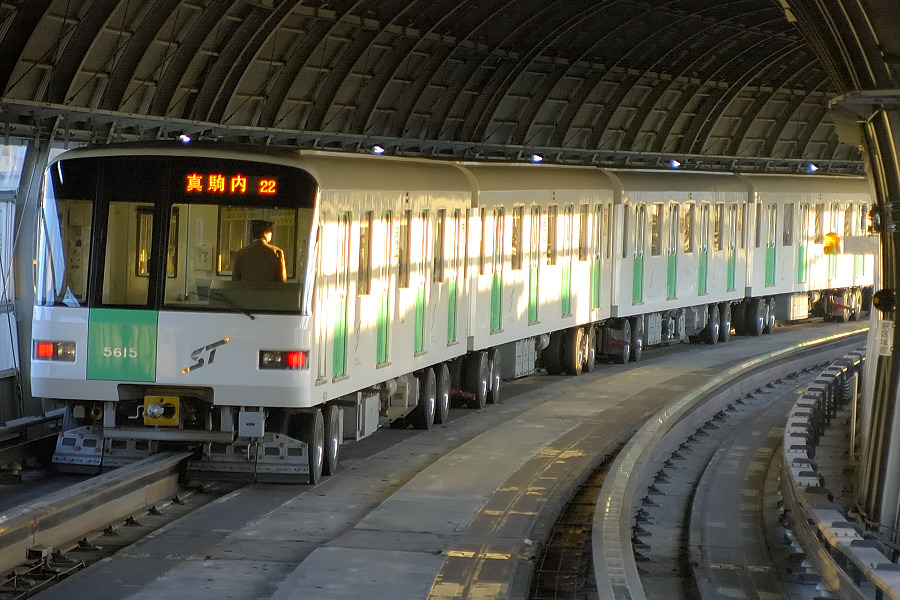

A gumikerekű metró a metrórendszerek egyik formája, amely a közúti és a vasúti technika keverékét használja. A járművek gumiabroncsokkal ellátott kerekekkel rendelkeznek, amelyek a tapadást segítik, valamint hagyományos vasúti acél kerekekkel, nyomkarimákkal, hogy a járművet az acélsínek megvezessék. Az acélkerekek különösen fontosak még a hagyományos kitérőkön történő áthaladásnál, valamint a gumiabroncs meghibásodása esetén. A legtöbb gumiabroncsos vonat kimondottan ilyen célra készült, és arra a rendszerre tervezték, amelyen működik. A kötöttpályás buszokat néha „gumikerekes villamosként” emlegetik, és a gumiabroncsos metrókhoz hasonlítják azokat.

## Története
A gumiabroncsos vasúti járművek első ötlete a skót Robert William Thomson, a gumiabroncs eredeti feltalálójától származik. 1846-ban szabadalmazta. A „légi kerekeit” úgy jellemezte, hogy azok egyaránt alkalmasak a földi-, és a vasúti közlekedésre is.

## Rendszerek listája
| Ország/régió       | Város/régió                                                       | Rendszer                                                   | Technológia                                                       | Megnyitás éve                                    |
| ------------------ | ----------------------------------------------------------------- | ---------------------------------------------------------- | ----------------------------------------------------------------- | ------------------------------------------------ |
| Kanada             | Montréal                                                          | Montreal Metro                                             | Michelin                                                          | 1966                                             |
| Chile              | Santiago                                                          | Santiago Metro (1-es, 2-es és 5-ös vonal)                  | Michelin                                                          | 1975                                             |
| Kína               | Guangzhou                                                         | Zhujiang New Town Automated People Mover System            | A Bombardier INNOVIA APM 100 rendszere                            | 2010                                             |
| Kína               | Sanghaj                                                           | Sanghaji metró (Pujiang line)                              | A Bombardier INNOVIA APM 300 rendszere                            | 2018                                             |
| Franciaország      | Lille                                                             | Lillei metró                                               | VAL 206, 208                                                      | 1983                                             |
| Franciaország      | Lyon                                                              | Lyoni metró A, B és D vonal                                | Michelin                                                          | 1978                                             |
| Franciaország      | Marseille                                                         | Marseille-i metró                                          | Michelin                                                          | 1977                                             |
| Franciaország      | Párizs                                                            | Párizsi metró (1-es, 4-es, 6-os, 11es és 14-es metróvonal) | Michelin                                                          | [ a ]                                            |
| Franciaország      | Párizs (Orly repülőtér)                                           | Orlyval                                                    | VAL 206                                                           | 1991                                             |
| Franciaország      | Párizs (Charles de Gaulle repülőtér)                              | CDGVAL                                                     | VAL 208                                                           | 2007                                             |
| Franciaország      | Rennes                                                            | Rennesi metró                                              | VAL 208                                                           | 2002                                             |
| Franciaország      | Toulouse                                                          | Toulouse-i metró                                           | VAL 206, 208                                                      | 1993                                             |
| Németország        | Frankfurti repülőtér                                              | SkyLine Inter-terminal Shuttle                             | Bombardier's INNOVIA APM 100 (mint Adtranz CX-100)                | 1994                                             |
| Indonézia          | Soekarno–Hatta nemzetközi repülőtér                               | Soekarno–Hatta repülőtér Skytrain                          | Woojin Industries                                                 | 2017                                             |
| Hongkong           | Hongkong (Hongkongi nemzetközi repülőtér)                         | Automated People Mover                                     | Mitsubishi / Ishikawajima-Harima                                  | 1998 2007 (Phase II)                             |
| Olaszország        | Torino                                                            | Metrotorino                                                | VAL 208                                                           | 2006                                             |
| Japán              | Hirosima                                                          | Hiroshima Rapid Transit (Astram Line)                      | Kawasaki / Mitsubishi / Niigata Transys                           | 1994                                             |
| Japán              | Kóbe                                                              | Kobe New Transit (Port Island Line / Rokkō Island Line)    | Kawasaki                                                          | 1981 (Port Island Line) 1990 (Rokkō Island Line) |
| Japán              | Oszaka                                                            | Nankō Port Town Line                                       | Niigata Transys                                                   | 1981                                             |
| Japán              | Saitama                                                           | New Shuttle                                                |                                                                   | 1983                                             |
| Japán              | Szapporo                                                          | Sapporo Municipal Subway                                   | Kawasaki                                                          | 1971                                             |
| Japán              | Tokió                                                             | Yurikamome                                                 | Mitsubishi / Niigata Transys / Nippon Sharyo / Tokyu              | 1995                                             |
| Japán              | Tokió                                                             | Nippori-Toneri Liner                                       | Niigata Transys                                                   | 2008                                             |
| Japán              | Tokorozawa / Higashimurayama                                      | Seibu Yamaguchi Line                                       | Niigata Transys                                                   | 1985                                             |
| Japán              | Sakura                                                            | Yamaman Yūkarigaoka Line                                   | Nippon Sharyo                                                     | 1982                                             |
| Japán              | Jokohama                                                          | Kanazawa Seaside Line                                      | Mitsubishi / Niigata Transys / Nippon Sharyo / Tokyu              | 1989                                             |
| Dél-Korea          | Puszan                                                            | Puszani metró 4-es vonal                                   | Woojin                                                            | 2011                                             |
| Dél-Korea          | Uijeongbu                                                         | U Line                                                     | VAL 208                                                           | 2012                                             |
| Dél-Korea          | Incshon                                                           | Incheon nemzetközi repülőtér Crystal Mover                 | Mitsubishi, Woojin                                                | 2008                                             |
| Makaó              | Taipa, Cotai                                                      | Macau Light Rapid Transit                                  | Mitsubishi Crystal Mover                                          | 2019                                             |
| Malajzia           | Kuala Lumpur nemzetközi repülőtér                                 | Aerotrain                                                  | Bombardier Innovia APM 100                                        | 1998                                             |
| Mexikó             | Mexikóváros                                                       | Mexico City Metro (Összes vonal, kivéve A & 12)            | Michelin                                                          | 1969                                             |
| Szingapúr          | Szingapúr                                                         | Light Rail Transit                                         | Bombardier / Mitsubishi                                           | 1999                                             |
| Svájc              | Lausanne                                                          | Lausanne Metro Line M2                                     | Michelin                                                          | 2008                                             |
| Tajvan             | Tajpej                                                            | Taipei Metro Brown Line                                    | Bombardier's Innovia APM 256 VAL 256                              | 1996                                             |
| Tajvan             | Taojüan repülőtér                                                 | Taojüan nemzetközi repülőtér Skytrain                      |                                                                   | N/A                                              |
| UAE                | Dubaji nemzetközi repülőtér                                       | Dubaji nemzetközi repülőtér Automated People Mover         | Crystal Mover (Terminal 3) és Bombardier Innovia APM (Terminal 1) | 2013                                             |
| Egyesült Királyság | London–Gatwick repülőtér                                          | Terminal-Rail Shuttle                                      | A Bombardier INNOVIA APM 100 rendszere                            | 1988                                             |
| Egyesült Királyság | Stansted, Essex (London–Stansted repülőtér)                       | Stansted repülőtér Transit System                          | A Bombardier INNOVIA APM 100 rendszere                            | 1991                                             |
| Egyesült Királyság | Heathrow repülőtér                                                | Heathrow Terminal 5 Transit                                | A Bombardier INNOVIA APM 200 rendszere                            | 2008                                             |
| USA                | Chicago, Illinois (O'Hare)                                        | repülőtér Transit System                                   | VAL 256                                                           | 1993                                             |
| USA                | Dallas/Fort Worth, Texas (Dallas/Fort Worth nemzetközi repülőtér) | DFW Skylink                                                | A Bombardier INNOVIA APM 200 rendszere                            | 2007                                             |
| USA                | Houston, Texas (George Bush interkontinentális repülőtér)         | Skyway                                                     | A Bombardier INNOVIA APM 100 rendszere                            | 1999                                             |
| USA                | Miami, Florida                                                    | Metromover                                                 | A Bombardier INNOVIA APM 100 rendszere                            | 1986                                             |
| USA                | Phoenix, Arizona (Sky Harbor nemzetközi repülőtér)                | PHX Sky Train                                              | A Bombardier INNOVIA APM 200 rendszere                            | 2013                                             |
| USA                | San Francisco, Kalifornia (SFO repülőtér)                         | AirTrain (SFO)                                             | A Bombardier INNOVIA APM 100 rendszere                            | 2003                                             |

### Építés alatt
| Ország/régió | Város/régió                             | Rendszer                                                              |
| ------------ | --------------------------------------- | --------------------------------------------------------------------- |
| Indonézia    | Bandung                                 | Metro Kapsul Bandung with domestic driverless rubber-tyred technology |
| Dél-Korea    | Puszan                                  | Busan Metro Line 5                                                    |
| Thaiföld     | Bangkok                                 | Gold Line                                                             |
| USA          | Los Angeles, Kalifornia (LAX repülőtér) | LAX Automated People Mover                                            |

### Tervezett
| Ország/régió | Város/régió          | Rendszer |
| ------------ | -------------------- | --- |
| Dél-Korea    | Szuvon[forrás?]      | 1 vonal, még nem közölték a nevet |
| Dél-Korea    | Gwangmyeong[forrás?] | 1 vonal, még nem közölték a nevet |
| Törökország  | Isztambul[forrás?]   | Isztambuli metró, 3 vonal, még nem közölték a neveket |
| Törökország  | Ankara[forrás?]      | Ankarai metró, néhány új vonal, még nem közölték a neveket |
| India        | Násík[forrás?]       | Greater Nashik Metro, 1st line from Shrimik nagar to Nasik Road railway station.(17 állomás, 20 km-es vonalhossz) Second line from gangapur to Mumbai(Bombay) naka.(10 állomás, 10 km-es vonalhossz) |

### Megszűnt rendszerek
| Ország/régió  | Város/régió | Rendszer   | Technológia   | Megnyitás éve | Bezárás éve |
| ------------- | ----------- | ---------- | ------------- | ------------- | ----------- |
| Franciaország | Laon        | Poma 2000  | Cable-driven  | 1989          | 2016        |
| Japán         | Komaki      | Peachliner | Nippon Sharyo | 1991          | 2006        |